# François Nicoullaud
François Nicoullaud (François Pierremarie Nicoullaud) Port-Tewfik (Szuez, Egyiptom), 1940. július 24. – Párizs, 2021. március 20.) francia karrierdiplomata, politikai elemző, nukleáris szakértő, korábbi magyarországi nagykövet.

## Élete
1961-ben szerzett diplomát a Párizsi Politikai Tanulmányok Intézetében (Institut d’études politiques de Paris), majd 1964-ben lépett be a francia Külügyminisztérium kötelékébe. 1967-től 1969-ig Franciaország ENSZ-képviseletén dolgozott beosztott diplomataként, majd  1970 és 73 között elvégezte az École nationale d'administrationt. 1973-tól 1975-ig Franciaország chilei nagykövetségén dolgozott másodtitkárként, ahol az 1973-as chilei katonai puccs után több száz menekültet fogadtak be a követség épületébe, a diplomaták látogatták a börtönöket, erőfeszítéseket tettek az emberi jogok védelme érdekében. 1978-ig Nyugat-Berlinben, a francia katonai parancsnokságra delegálták, majd visszatért Párizsba, és 1986-ban különböző beosztásokban dolgozott a külügyben, ahol elsősorban atom- és űrügyekkel foglalkozott. Két évig, 1988-ig Mumbaiban (akkor: Bombay) a Franciaország főkonzulátusának vezetője volt.
Első nagyköveti megbízatása révén 1993-ban Franciaország budapesti nagykövetsége vezetője lett (megbízólevelének átadása: 1993. október 19.). Mint akkoriban elmondta: Kelet-Európával elsősorban a Nyugat-Berlinben töltött időszakban foglalkozott, és bár Magyarországgal kifejezetten nem volt kapcsolata, a magyar kultúrát és a magyar irodalmat már ismerte akkoriban. Az itt töltött három és fél év alatt Budapesten segítette a gazdasági kapcsolatok fejlesztését, melynek során távozásakor Franciaország a befektetések nagyságrendjét tekintve a harmadik legfontosabb gazdasági partnere lett hazánknak (az USA és Németország után, de például Ausztria és Olaszország előtt). Szoros kapcsolatokat épített ki a Franciaországban élő emigráns magyar közösséggel, hogy onnan is támogatást kapjanak a Magyarország és Franciaország kapcsolatai, ezen belül kiemelten jó viszonyt ápolt Fejtő Ferenccel. Megtanult magyarul, és – mint távozásakor megemlítette – a hortobágyi slambuc volt a kedvence. A Párizsi Magyar Intézet Baráti Egyesületének elnöki tisztét 2008-ig töltötte be.
Ezt követően ismét a Quai d'Orsay-ban (a francia külügy) dolgozott nemzetközi együttműködési és oktatási vonalon. 2001-ben lett Franciaország teheráni nagykövete, majd 2005-ben innen távozva nyugdíjba vonult, de aktív maradt: könyvet írt, tanított az Institut des hautes études de Défense nationale katonai iskolában, blogot vezetett, és több alapítvány, egyesület életében vett részt.

## Művei
- Le Turban et la Rose, journal inattendu d’un ambassadeur en Iran, Ramsay, 2006 ISBN 978-2-8411-4824-0
- à contre-courants francia nyelvű blogja, ahol utolsó bejegyzésében a magyarokról ír

| Előző Pierre Brochand      | Franciaország magyarországi nagykövete 1993–1997 | Következő Paul Poudade    |
| Előző Philippe de Suremain | Franciaország iráni nagykövete 2001–2005         | Következő Bernard Poletti |